# El adúltero
El adúltero  es una comedia española dirigida por Tito Fernández en 1975.

## Argumento
El director de una empresa es ayudado en sus funciones por una amante y varias chicas. Cuando la esposa se entera de la existencia de su rival, provoca un accidente en el cual el esposo va a parar a una clínica por varios meses, mientras ella toma a su cargo la empresa.